# Escamas internasales

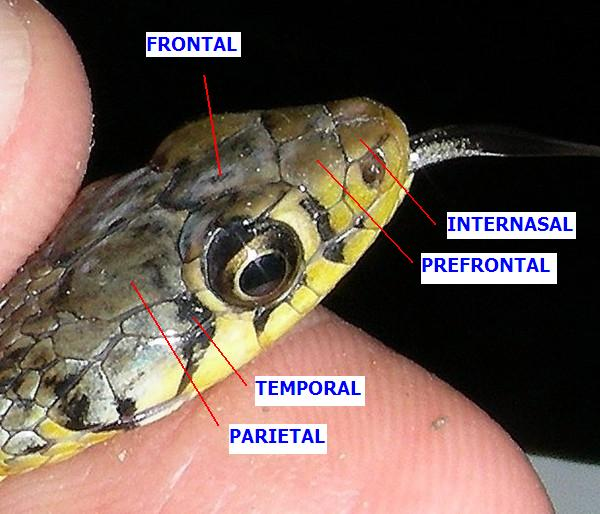
Escamas de la cabeza de Amphiesma stolatum (Natricinae).

En las serpientes, las escamas internasales son aquellas arriba de la cabeza entre las escamas que rodean las narices. Normalmente aparecen en pares y situadas detrás de la escama rostral.

## Escamas relacionadas
- Escamas nasales
- Escama rostral